# China gunpowder
Gunpowder (珠 茶; pinjin: zhū chá), slovenski prevod smodnik) je oblika zelenega čaja, ki ga pridelujejo v kitajski provinci Zhejiang. Ime je ta čaj dobil po posebni obliki lističev, ki so zviti v kroglice, te pa spominjajo na zrna smodnika, ki je bil včasih v uporabi za polnjenje topov.
Gunpowder so prvič začeli izdelovati v tej obliki v času dinastije Tang (618–907). Prvotno so lističe zvijali ročno, danes pa to delo opravijo stroji, le najbolj drage čaje še vedno zvijajo ročno. Prednost tako obdelanega čaja je v tem, da čaj dlje zadrži aromo in bolje prenaša transport in skladiščenje. 

## Različice
Poznamo več vrst gunpowder čaja:
- Pingshui Gunpowder (平水珠茶) : Izvirna in najpogostejša različica. Kroglice so velike, imajo lepo zeleno barvo in vsebujejo več aromatičnih spojin. Pogosto je ta vrsta prodajana kot Temple of Heaven Gunpowder ali Pinhead Gunpowder. Slednji se pojavlja tudi kot blagovna znamka vseh gunpowder čajev[1].
- Formoza Gunpowder : Čaj, gojen na Tajvanu in pripravljen v obliki gunpowder čajev. Ta čaj naj bi imel značilno aromo, prodajajo pa ga v nepraženi kot tudi v praženi obliki.
- Cejlon Gunpowder : Zeleni čaj predelan v gunpowder obliko, ki ga gojijo na Šri Lanki, običajno na nadmorski višini nad 1.900 metrov.

V gunpowder obliko obdelajo tudi mnoge druge vrste čaja, med katerimi velja omeniti Chun Mee, Tieguanjin, Huang Guanjin ter Dong Ding, pa tudi več drugih oolong in jasminovih čajev.

## Etimologija
V kitajščini zhū chá (珠 茶) dobesedno pomeni biserni čaj.
Izvor angleškega imena, od koder je v neprevedeni obliki čaj prišel tudi v Slovenijo ni povsem jasen, ena od razlag pa je razlaga, da je beseda gunpowder (smodnik) prišla v uporabo iz mandarinskega izraza gāng paò dè (剛 泡 的), ki pomeni sveže skuhan, sliši pa se podobno kot beseda gunpowder. Bolj verjetno je izraz nastal zaradi podobnosti med obliko čaja in smodnikom za polnjenje zgodnjih topov. Pojavljajo se tudi razlage, da je čaj dobil ime po tem, da v vroči vodi kroglica ekspandira in se razvije v listič. Pojavljajo se tudi razlage, da je ime izšlo iz okusa čaja, ki naj bi imel dimno aromo.

## Razširjenost
Gunpowder je izredno priljubljen v maroški kulturi, kjer med Tuaregi predstavlja osnovo za vse socialne interakcije med ljudmi. Tako se s pitjem čaja zaželi dobrodošlica in osnovna pogostitev.